# Grenzbrücke Weil am Rhein–Basel
Die Grenzbrücke Weil am Rhein–Basel ist eine 1476 Meter lange Hochstraße, die als Autobahnbrücke für die deutsche Bundesautobahn 5 und die schweizerische Autobahn A2 dient. Die Grenzbrücke beginnt rund 500 Meter südlich der Gemeinschafts-Zollanlage, die sich vollständig auf deutschem Boden befindet. Die Grenzbrücke wurde in den Jahren von 1976 bis 1979 erbaut und befindet sich teilweise auf deutschem, teilweise auf schweizerischem Staatsgebiet. In den Jahren 2021 und 2022/2023 wird sie umfangreichen Instandsetzungs- und Sanierungsarbeiten unterzogen.

## Lage und Beschreibung
Die Brücke beginnt auf dem Gemarkungsgebiet der Stadt Weil am Rhein im Stadtteil Friedlingen und führt rund 500 Meter auf deutschem Staatsgebiet bis zur deutsch-schweizerischen Grenze. In Friedlingen führt die Brücke über die Hardstraße, welche die östliche Begrenzung des südlichen Besiedlungsgebietes markiert. Unter der Hochstraße befinden sich zahlreiche Parkplätze und ein Grenzübergang für Radfahrer und Fußgänger unweit des Hafenbeckens 2 des Basler Hafens.
Auf Schweizer Gebiet führt die Brücke rund 1000 Meter im Basler Stadtteil Kleinhüningen am Hafenbecken 2 vorbei. Ein Grenzübertritt unterhalb der Hochstraße ist Fußgängern und Radfahrern vorbehalten. Motorisierter Verkehr, der nicht über den Autobahnzoll verkehrt, muss den Grenzübergang an der weiter westlich gelegenen Zollstraße nutzen. Auf Schweizer Gebiet führt die Hochstraße über die Grenzstrasse und überquert an zwei Stellen das Bahnnetz der Deutschen Bahn und die Hafenbahn. Die Grenzbrücke beschreibt einen Bogen in östliche Richtung, wo es eine Verzweigung zur Nordtangente gibt.
Die Brücke wurde nach Verkehrszählung der Bundesanstalt für Straßenwesen 2019 von täglich 32.905 Fahrzeugen befahren. Rund 6,8 % entfielen davon auf den Schwerlastverkehr.

## Rechtliche Situation
Aufgrund der besonderen Lage der Brücke in zwei Staaten wurde am 9. Juni 1978 ein Vertrag zwischen beiden Ländern „über den Autobahnzusammenschluss im Raum Basel und Weil am Rhein“ geschlossen. Vertraglich geregelt wurden insbesondere die Aufteilung der Kosten zur Bauausführung und Unterhaltung. Die Kosten für die Brückenteile sowie die Kosten für den Erwerb der Grundstücke tragen die Länder für den auf ihrem Hoheitsgebiet liegenden Teil. Für den ganzen Brückenbau wurde vereinbart, diesen nach schweizerischen technischen Normen auszuführen.
So konnte am 14. Juni 1980 das 4 Kilometer lange Verbindungsstück der schweizerischen A2 (damals: N2) und der deutschen A 5 eröffnet und dem Verkehr übergeben werden. Neben der bedeutenden Autobahn-Nord-Süd-Verbindung Mitteleuropas konnte damit auch die Lücke der Osttangente auf dem Gebiet des Kantons Basel-Stadt geschlossen werden.